# فولاند اف‌او.۱۰۸
فولاند اف‌او. ۱۰۸ (به انگلیسی: Folland_Fo.108) یک هواگرد ملخ‌پیشین تک‌موتوره از نوع بستر آزمون موتور ساخت شرکت Folland است. هواگرد فولاند اف‌او. ۱۰۸ نخستین پروازش را در ۱۹۴۰ میلادی انجام داد. این هواگرد در سال ۱۹۴۰ میلادی رسماً معرفی گردید. در مجموع، تعداد ۱۲ فروند از این هواگرد ساخته شده‌است.